# Lobange
Lobange est un village du Cameroun situé dans le département de la Meme et la Région du Sud-Ouest. Il fait partie de la commune de Konye.

## Population
Le village comptait 395 habitants en 1967, pour la plupart des Mbonge, du groupe Oroko. 
Lors du recensement de 2005, la population s'élevait à 836 personnes.